# Coniopteryx enderleini
Coniopteryx enderleini is een insect uit de familie van de dwerggaasvliegen (Coniopterygidae), die tot de orde netvleugeligen (Neuroptera) behoort. 
De wetenschappelijke naam Coniopteryx enderleini is voor het eerst geldig gepubliceerd door Meunier in 1910.